# Iliana Rupert
Iliana Rupert (ur. 12 lipca 2001 w Sèvres) – francuska koszykarka, występująca na pozycji środkowej, reprezentantka kraju, medalistka olimpijska oraz mistrzostw Europy, obecnie zawodniczka Virtusu Segafredo Bolonia.

## Osiągnięcia
Stan na 18 sierpnia 2024, na podstawie, o ile nie zaznaczono inaczej.

### WNBA
- Mistrzyni WNBA (2022)
- Zdobywczyni Pucharu Commissioner’s Cup (2022)

### Drużynowe
- Mistrzyni:
  - EuroCup (2022)[3]
  - Francji (2022)
- Uczestniczka rozgrywek Euroligi (od 2018)

### Indywidualne
- MVP:
  - Final Four EuroCup (2022)[3]
  - ligi francuskiej (2022)[4]

### Reprezentacja
Seniorek
- Wicemistrzyni:
  - olimpijska (2024)[5]
  - Europy (2019, 2021)[6][7]
- Brązowa medalistka olimpijska (2020)[8][9]
- Uczestniczka:
  - mistrzostw świata (2022 – 7. miejsce)[10]
  - kwalifikacji:
    - olimpijskich (2020)
    - do:
      - mistrzostw świata (2022)
      - Eurobasketu (2023)

Młodzieżowe
- Mistrzyni Europy U–16 (2017)[11]
- Wicemistrzyni świata U–17 (2018)[12]
- Brązowa medalistka mistrzostw Europy U–16 (2016)[13]
- MVP Eurobasketu U–16 (2017)[14]
- Zaliczona do I składu mistrzostw:
  - mistrzostw świata U–17 (2018)[15]
  - Europy U–16 (2017)[14]